# Bill Freehan
William Ashley Freehan (ur. 29 listopada 1941 w Detroit, zm. 19 sierpnia 2021 w Walloon Lake) – amerykański baseballista, który występował na pozycji łapacza.
W Major League Baseball zadebiutował w 1961, a karierę zawodniczą zakończył w 1976. W tym czasie pięć razy zdobył Złotą Rękawicę, jedenaście razy zagrał w Meczu Gwiazd i wygrał World Series w 1968.
| Nagroda/wyróżnienie      | Lata                                                             | Źródło |
| 11× All-Star             | 1964, 1965, 1966, 1967, 1968, 1969, 1970, 1971, 1972, 1973, 1975 | [ 2 ]  |
| 5× Gold Glove Award      | 1965, 1966, 1967, 1968, 1969                                     | [ 2 ]  |
| Zwycięzca w World Series | 1968                                                             | [ 3 ]  |